# Lingue lolo-birmane
Le lingue lolo-birmane sono una branca della famiglia delle lingue sino-tibetane, che contengono circa 500 lingue (gran parte di esse sono minori). La proto-lingua di origine si chiama proto-lolo-birmano (Proto-Lolo-Burmese language) e deriva da una separazione del proto-tibeto-birmano in proto-tibetico e proto-lolo-birmano. Si tratta di un sottogruppo di lingue con caratteristiche ben riconoscibili, per il quale esistono ricostruzioni lessicali scientificamente attendibili. Per questo motivo c'è generalmente accordo tra i linguisti sui criteri che definiscono l'appartenenza di una particolare lingua a questo sottogruppo.

## Origini e proto-lolo-birmano
Per parlare dell'origine, la culla di 500 lingue circa (secondo il linguista Harald Hammarström) nell'Asia Orientale è il proto-sino-tibetano/Trans-Himalayano (lingue sinotibetane), formatosi come famiglia linguistica secondo Laurent Sagart, Guillaume Jacques e Yunfan Lai (2019) intorno al 5200 a.C., cioè circa 7200 anni fa. Da questa lingua si è separata in lingue sinitiche (la prima attestata è l'Old Chinese/OC/cinese antico; le prime ossa oracolari che attestano la scrittura risalgono al 1250 a.C., durante la Dinastia Shang) e proto-tibeto-birmano (Proto-Tibeto-Burmese Language, PTB). Esistono ricostruzioni sia dell'Old Chinese che del proto-tibeto-birmano: la prima per esempio conta la ricostruzione di Baxter-Sagart (2014), mentre la seconda conta la ricostruzione di Paul K. Benedict, rifinita poi da James Alan Matisoff. Quanto alla data della suddivisione, secondo uno studio glotto-cronologico di William S-Y. Chang (1998) di sette lingue sino-tibetane, esse hanno mostrato i segni di una divisione 6000 anni fa (4000 a.C. circa).
Il proto-tibeto-birmano si è poi separato in proto-tibetico/Proto-Tibetic (ricostruito da Nicolas Tournadre, 2013), da cui deriva l'Old Tibetan/tibetano antico (la varietà parlata prima di quella classica e moderna) e in proto-lolo-birmano (Proto-Lolo-Burmese), da cui discendono le lingue lolo e le lingue birmane (la più famosa è proprio il birmano, la cui attestazione più arcaica è l'Old Burmese/birmano antico). Anche il proto-lolo-birmano è stato ricostruito da James Matisoff. Le lingue lolo si distinguono tradizionalmente in tre gruppi: settentrionali, centrali e meridionali.
I tibeto-birmani, secondo un articolo di Bo Wen, Xuanhua Xie et al. (Analyses of Genetic Structure of Tibeto-Burman Populations Reveals Sex-Biased Admixture in Southern Tibeto-Burmans, scritto nel 2003 e pubblicato nel 2004), derivano da una migrazione verso il sud di alcune tribù dalla Cina nord-occidentale. Queste tribù, le Di-Qiang, entrarono in contatto con le tribù native austroasiatiche e Mon-Khmer. Da questo studio genetico emerge che si sono anche mescolati geneticamente tra loro. Le migrazioni vengono datate "nel periodo delle Primavere e Autunni, circa 2600 anni fa" (il periodo va da 771 a.C. al 476 a.C.). Siccome questo periodo è ricordato per le guerre sanguinarie avvenute in Cina tra 120 feudi, poi riuniti dalla prima dinastia imperiale, la Dinastia Qin, si può ipotizzare che tali migrazioni siano avvenute per le guerre (in seguito, molte altre migrazioni avrebbero avuto come protagonisti dei profughi di guerra). L'avvenimento che dà inizio a questo periodo è la caduta della Dinastia Zhou, costretta a rifugiarsi in un piccolo territorio, l'unico che controlla saldamente. La tribù che sconfisse gli Zhou, i Quanrong, era del gruppo Qiang, situato proprio nella Cina nord-occidentale.
Uno strumento online utilizzabile per consultare le radici in proto-tibeto birmano e altre lingue sino-tibetane è lo STEDT (Sino-Tibetan Etymological Dictionary and Thesaurus), un dizionario curato da James Matisoff dell'Università di Berkley la cui versione finale è stata pubblicata nel 2015. Un paper di Laurent Sagart (2019) fornisce le correzioni di alcune etimologie sbagliate. Alla creazione dello STEDT hanno partecipato anche Nicolas Tournadre e William Baxter. La ricostruzione in Old Chinese non sembra essere quella più recente del 2014.

## Suoni del proto-lolo-birmano
In tabella, si indicano i suoni del proto-lolo-birmano trattati in Matisoff, 2003:
| Lettera | Trascriz. IPA | Spiegazione |
| ------- | ------------- | --- |
| a       | /a/           | È una "a" di albero. |
| e       | /e/           | È una "e" di elmo, vocale chiusa. |
| i       | /i/           | È una "i" di piccolo, vocale chiusa. |
| o       | /o/           | È una "o" di occhio, vocale arrotondata chiusa. Una vocale si dice arrotondata se si pronuncia con le labbra arrotondate in un cerchiolino. |
| ö       | /y/~/ø/?      | È una "o" con l'umlaut/dieresi/tréma. Nelle lingue in cui si trova, di solito indica /ø/, cioè una /e/ chiusa arrotondata. Secondo un articolo di Graham Thurgood (1974) sulle rime in proto-lolo-birmano, "Lolo-Burmese Rhymes" in birmano scritto questa vocale si indicava con una "i" sopra una "u" per indicare una vocale anteriore arrotondata. Se non era */ø/, poteva essere per esempio */y/, cioè una /i/ arrotondata. In birmano scritto, si romanizza "ui". Esistono molti riflessi di questa vocale nelle lingue moderne, tra cui /i/, /u/, /o/, /ɨ/. |
| u       | /u/           | È una "o" di occhio, vocale arrotondata chiusa. Una vocale si dice arrotondata se si pronuncia con le labbra arrotondate in un cerchiolino. |
| w, -w   | /w/, /u̯/      | È una "u" di auriga e quaglia, semivocale arrotondata chiusa per formare dittonghi. |
| y, -s   | /y/, /i̯/      | È una "i" di piatto e aitante, semivocale chiusa per formare dittonghi. |
| s       | /s/           | È una "s" di senza, consonante sorda (non è sonora). Una consonante si dice sonora se il palmo della mano intorno alla gola sente le vibrazioni delle corde vocali durante la pronuncia. Si paragonino "ffff" e "ssss" con "mmmm" e "vvvv". |
| z       | /z/           | È una "z" di zero, sonorizzata (cioè con l'aggiunta delle vibrazioni delle corde vocali come nel Norditalia) e senza contatto tra organi. In alternativa, si può immaginare come una "s" sonorizzata e senza contatto tra organi. |
| ts      | /t͡s/          | È una "z" di zero, sorda. |
| dz      | /d͡z/          | È una "z" di zero, sonorizzata come nel Norditalia. |
| š       | /ɕ/           | È una "sci" di scienza, sorda e palatale, cioè pronunciata con la lingua già in posizione di "gn" di gnomo. |
| ž       | /ʑ/           | È una "gi" di giorno, sonora, senza contatto tra organi e palatale. In alternativa, si può pensare come la versione palatale di /z/. Come ultima possibilità, si può immaginare semplicemente come la sonorizzazione di /ɕ/. |
| tš      | /t͡ɕ/          | È una "ci" di ciao, sorda e palatale. |
| dž      | /d͡ʑ/          | È una "gi" di gelato, sonora e palatale. |
| ʔ       | /ʔ/           | È uno stacco glottale/colpo di glottide (glottal stop), cioè una consonante che si può immaginare come un lieve colpetto di tosse effettuato con una valvola in fondo alla gola, la glottide. Si trova anche in arabo, thailandese, vietnamita moderno e antico, Old Chinese e Primo Cinese Medio, in dialetti cinesi come lo shanghainese, hokkien, fuzhounese, in guanhua, in Tardo Coreano Medio e in svariate lingue tibeto-birmane. in proto-lolo-birmano si usa come prefisso.                                                                                |
| b       | /b/           | È una "b" di balena, consonante sonora. |
| p       | /p/           | È una "p" di palla, consonante sorda. |
| d       | /d/           | È una "d" di dente, sonora. |
| t       | /t/           | È una "t" di tavolo, sorda. |
| g       | /g/           | È una "g" di gatto, sonora. |
| k       | /k/           | È una "c" di cane, sorda. |
| h       | /h/           | È un'aspirazione sorda come nell'inglese have. |
| m       | /m/           | È una "m" di mano, sonora. Questa consonante nasale si può trovare a fine radice come codina nasale. |
| hm      | /mʱ/          | È una "m" di mano, sonora e con aspirazione (Matisoff, 2003 non lo specifica, ma probabilmente è sonora). |
| n       | /n/           | È una "n" di nave, sonora. Si può trovare a fine radice come codina nasale. |
| l       | /l/           | È una "l" di leva, sonora. Questa consonante liquida si può trovare anche a fine radice come codina liquida. |
| hl      | /lʱ/          | È una "l" di leva, sonora e con aspirazione (Matisoff, 2003 non lo specifica, ma probabilmente è sonora). |
| ŋ       | /ŋ/           | È una "n" di panca, pronunciata con il dorso della lingua sulla zona tondeggiante del palato, come nell'inglese king. Si trova anche come codina nasale. |
| -p      | /p̚/           | È uno stop senza rilascio udibile di suono. Questi suoni sono presenti pure in Old Chinese, Primo Cinese Medio, coreano, vietnamita, thailandese e in svariate lingue tibeto-birmane. Questo preciso stop si pronuncia immaginando di dire "cappello" e interrompendo chiaramente la /a/ serrando entrambe le labbra, senza più pronunciare nient'altro e fare nient'altro. |
| -t      | /t̚/           | È uno stop senza rilascio udibile di suono effettuato con la lingua che interrompe la vocale o dittongo o trittongo in posizione di /t/ |
| -k      | /k̚/           | È uno stop senza rilascio udibile di suono che interrompe il suono con il dorso della lingua in posizione di /k/. |

Il proto-lolo-birmano, secondo Matisoff, aveva due tipi di intonazione della vocale. Secondo la sua ricostruzione, sono una neutra e una tale per cui era accompagnata da un'aspirazione ("breathy voice"). Questa intonazione era contrastiva, cioè distingueva due sillabe identiche e con significati diversi. Vengono segnalate con i numeri 1, 2 come apice se non si riesce a ricostruire di preciso il loro valore e con le lettere H e L.
Da un veloce confronto con il proto-tibeto-birmano, come differenze si notano la mancanza di *ny-, la nascita di due liquide aspirate, una nuova vocale anteriore arrotondata, la mancanza della vocale neutra schwa, la caduta della labializzazione e degli allungamenti vocalici e la tonogenesi. Dal punto di vista della trascrizione, cambiano solo 4 lettere palatali con lo stesso pattern per la scrittura.